# La Sagesse de trois vieux fous
Pour plus de détails, voir Fiche technique et Distribution.
La Sagesse de trois vieux fous (Three Wise Fools) est un film américain réalisé par King Vidor, sorti en 1923.

## Synopsis
La mère de Sydney Fairchild a autrefois été aimée par trois célibataires. Sidney leur rend visite par surprise. Findley, Trumbull et Gaunt acceptent d'être ses tuteurs, conformément aux vœux de leur ancien amour. Cet arrangement fonctionne jusqu'à ce que Sydney soit suspectée d'avoir aidé un cambrioleur à entrer dans la maison. Elle est arrêtée, mais le neveu de Findley la disculpe et tout s'explique.

## Fiche technique
- Titre original : Three Wise Fools
- Titre français : La Sagesse de trois vieux fous
- Réalisation : King Vidor
- Scénario : June Mathis, King Vidor, d'après la pièce homonyme d'Austin Strong et Wichell Smith
- Adaptation : John McDermott, James O'Hanlon
- Direction artistique : Cedric Gibbons
- Photographie : Charles Van Enger
- Société de production : Goldwyn Producing Corporation
- Société de distribution : Goldwyn Distributing Corporation
- Pays d'origine :  États-Unis
- Langue originale : anglais
- Format : Noir et blanc - 35 mm - 1,33:1 - Muet
- Genre : Comédie dramatique
- Durée : 70 minutes (7 bobines)
- Date de sortie : 
  - États-Unis : 19 août 1923

## Distribution
- Claude Gillingwater : Theodore Findley
- Eleanor Boardman[1] : Rena Fairchild / Sydney Fairchild
- William H. Crane : l'Honorable James Trumbull
- Alec B. Francis : le docteur Richard Gaunt
- John Sainpolis : John Crawshay
- Brinsley Shaw : Benny
- Fred Esmelton : Gray
- William Haines : Gordon Schuyler
- Lucien Littlefield : Douglas
- ZaSu Pitts : Mickey
- Martha Mattox : Saunders
- Fred J. Butler : Poole
- Charles Hickman : Clancy
- Craig Biddle Jr. : Findley, jeune homme
- Creighton Hale : Trumbull, jeune homme
- Raymond Hatton : Gaunt, jeune homme